# 1875 no desporto

## Eventos

### Futebol
- Fundação do Birmingham City Football Club, da Dinamarca, na cidade de Birmingham (Inglaterra).
- Fundação do Blackburn Rovers Football Club, na cidade de Blackburn (Inglaterra).
- Fundação do Hibernian Football Club, na cidade de Leith (Escócia).

## Nascimentos
| Data          | Nome             | Profissão | Nacionalidade  | Observações | Ref   |
| ------------- | ---------------- | --------- | -------------- | ----------- | ----- |
| 15 de janeiro | Tom Burke        | atleta    | Estados Unidos | m. 1929     | [ 1 ] |
| 7 de maio     | William Hoyt     | atleta    | Estados Unidos | m. 1954     | [ 2 ] |
| 24 de maio    | Robert Garrett   | atleta    | Estados Unidos | m. 1961     | [ 3 ] |
| 8 de outubro  | Lawrence Doherty | tenista   | Reino Unido    | m. 1919     | [ 4 ] |

## Mortes
| Data | Nome | Profissão | Nacionalidade | Observações | Ref |
| ---- | ---- | --------- | ------------- | ----------- | --- |